# 顯貴會議
顯貴會議（英語：Assembly of Notables），也称名人會議，是指由法國國王邀請的社會顯貴所組成的議會，其目的在於商討國政。

## 歷史
顯貴會議曾在1583年、1596-7年、1617年、1626年、1787年2月22日至同年5月25日及1788年11月6日到次年12月12日舉行。猶如三級會議，顯貴會議只屬諮詢性質；但不同的是，三級會議的成員是由选举，顯貴會議的成員則由國王挑選，参会者是基於他們的「熱誠」「奉獻」，以及對國王的「忠貞」。顯貴會議成員包括親王、貴族、大主教、大法官，某些情況下，也包括主要城鎮的官員。諮詢過會議的意見後，國王或會下達一些改革命令。顯貴會議也是國王內閣的擴大版。一年數次，當國王需要得到大量資訊去作重大決定時，或是籌備改革命令及條例，他會擴大內閣，加入一些社會專業人士或對決策問題有幫助的人材。會議的作用是為國王提供意見，糾正三級會議控訴過的不足之處、或是其他問題、或是一些向國王提出的提案。總括來說，顯貴會議旨在維持國家繁榮安定。